# 西田博 (ヴァイオリニスト)
西田 博（にしだ ひろし、1949年10月14日 - ）は、日本のヴァイオリン奏者。
愛知県名古屋市出身。東京芸術大学で海野義雄に師事。同大学の大学院を修了後、1974年に渡欧し、ヴォルフガング・シュナイダーハン、ヘンリク・シェリング、ヴァレリー・グラドフの各氏の薫陶を受けた。1976年にはヴォルフガング・サヴァリッシュの推挙によりバイエルン国立歌劇場のオーケストラに入団した。1979年からラインラント＝プファルツ州立フィルハーモニー管弦楽団のコンサートマスターを歴任。1989年から東京交響楽団のコンサートマスターに転じ、1994年まで務めた。